# Винья, Артуро
Артуро Луиджи Аурелио Винья (итал. Arturo Luigi Aurelio Vigna; 28 января 1863, Турин — 5 января 1927, Милан) — итальянский дирижёр.
Окончил Туринский музыкальный лицей, ученик Карло Педротти и Карло Фассо. В первой половине 1890-х годов работал в различных итальянских оперных театрах. В 1895—1903 годах музыкальный руководитель Оперы Монте-Карло. В 1898 г. провёл мадридскую премьеру «Богемы» Джакомо Пуччини, в 1901—1902 гг. дирижировал серий постановок опер Джузеппе Верди в Праге и Берлине.
В 1903—1907 годы работал в Нью-Йорке в Метрополитен-опера, преимущественно с итальянским репертуаром. Дебютировал 23 ноября 1903 года оперой Верди «Риголетто», этот спектакль стал также дебютным на сцене Метрополитен для Энрико Карузо. Осуществил американские премьеры «Федоры» Умберто Джордано и «Осуждения Фауста» Гектора Берлиоза (обе 1906), ряд итальянских опер поставил впервые на сцене Метрополитен.
Как до, так и после американского периода своей карьеры интенсивно гастролировал по разным европейским странам — как правило, вместе с группой видных итальянских солистов, к которой на месте добавлялись во второстепенных партиях местные исполнители.
В 1917—1922 годы дирижёр Парижской оперы.